# دیوید جانسن
دیوید جانسن (به انگلیسی: David Janssen)‏ (۲۷ مارس ۱۹۳۱ − ۱۳ فوریهٔ ۱۹۸۰) بازیگر سینما و تلویزیون آمریکایی بود، که با ایفای نقش دکتر ریچارد کمبل (به انگلیسی: Dr. Richard Kimble) در سریال تلویزیونی فراری (به انگلیسی: The Fugitive) در سال‌های ۱۹۶۳−۱۹۶۷ به شهرت جهانی دست یافت. دیوید جانسن همچنین در سه سریال تلویزیونیِ ریچار دیاموند کارآگاه خصوصی، هری اُ و اُهارا گنجینه یو.اس نقش اصلی داشت. عنوان این سریال‌ها معرف شخصیت داستان بود. در ۱۹۹۶ مجلهٔ تلویزیونیِ تی‌وی گاید (به انگلیسی: TV Guide) در فهرست خود، در میان ۵۰ هنرپیشهٔ برجستهٔ روز با بالاترین دستمزد، وی را در ردهٔ ۳۶ قرار داد.

## دوران اول زندگی
دیوید جانسن با نام دیوید هارولد مییر (به انگلیسی: David Harold Meyer) در ناپونی (روستایی در شهرک فرانکلین نبراسکا) زاده شد. پدرش هارولد ادوارد مییر (به انگلیسی: Harold Edward Meyer) بانکدار بود. پس از جدایی پدر و مادر در ۱۹۳۵، دیوید پانزده ساله همراه مادرش برنیس گراف (به انگلیسی: Berniece Graf) به لس‌آنجلس، کالیفرنیا نقل مکان کرد. در ۱۹۴۰ مادرش با یوجین جانسن (به انگلیسی: Eugene Janssen) در لس‌آنجلس ازدواج کرد.

دیوید جوان، هنگامی‌که به‌عنوان یک کودک وارد «مؤسسهٔ فعالیت‌های حرفه‌ای» شد، از نام ناپدری خود استفاده کرد. بنا به اظهارات مایکل فلپس شرح‌حال‌نویس، «از آنجا که پدر حقیقی دیوید یهودی بود، وی تحت تعلیم عقاید لوتری مادرش پرورش بافت.
»
دیوید در دبیرستان فیرفاکس لس‌آنجلس تحصیل کرد. اولین نقش را در سیزده سالگی ارائه داد، و تا بیست و پنج سالگی در بیست فیلم ظاهر شد. در ارتش آمریکا دو سال سربازی کرد. در همین دوران هنگامی‌که در فورت اُر، کالیفرنیا به خدمت مشغول بود، با دو سرباز وظیفهٔ دیگر به نام‌های مارتین میلنر و کلینت ایستوود آشنا شد.

## زندگی هنری
جانسن قبل از اریه برنامه‌های مستقل خود در بسیاری از سریال‌های تلویزیونی شرکت کرد. در ۱۹۵۶ در یکی از قسمت‌های سریال

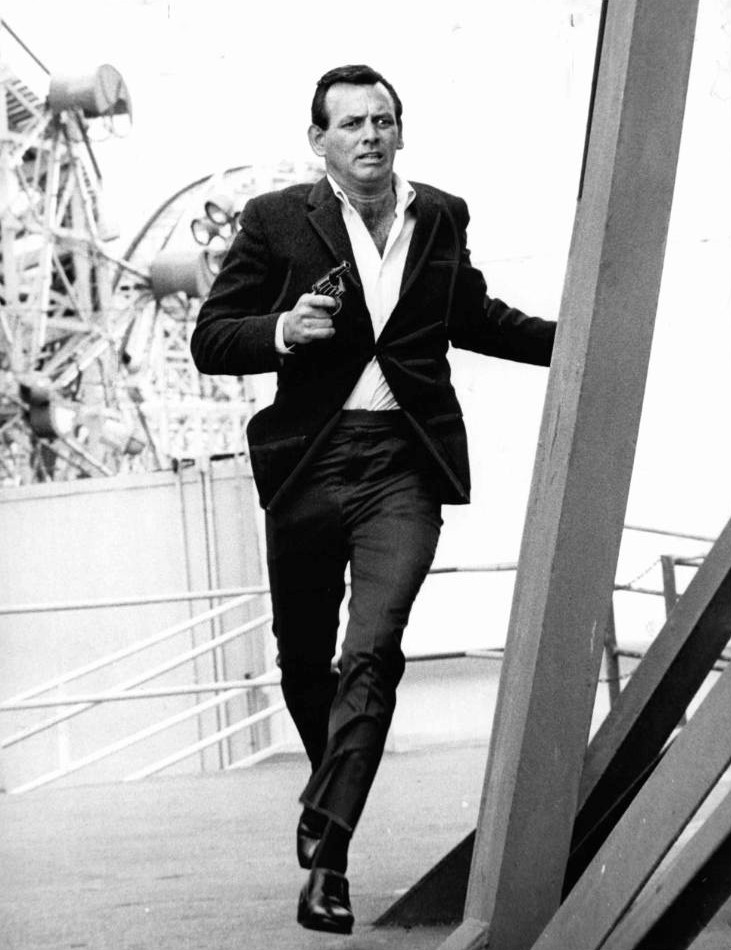
آخرین قسمت سریال تلویزیونی فراری ۱۹۶۳–۱۹۶۷

کلانتر شیکاگو "مزرعه داران ترک" محصول سندیکای فیلم‌های تلویزیونی جان برومفیلد همراه با پیتر برک ظاهر شد؛ و چندی بعد در سریال یازد همین ساعت، متعلق به کمپانی ان‌بی‌سی به عنوان بازیگر مهمان در نقش هال کینکید عرضه حضور کرد. جانسن در چهار سریال تلویزیونی ساخته خود به بازیگری پرداخت.
- ریچار دیاموند کارآگاه خصوصی(۱۹۵۷–۱۹۶۰)، این سریال مری تیلور مور (درحالیکه تنها پاهایش نمایش داده می‌شد) و باربارا بین در نقش دوست دختر دیامند را نیز معرفی می‌کند.
- فراری(۱۹۶۳–۱۹۶۷)، محصول کوئین مارتین، داستان فیلم دربارهٔ پزشکی است که اشتباهاً متهم به قتل همسرش شده‌است. این فیلم با موفقیت مالی عظیمی روبرو شد.
- اُ'هارا گنجینه یو. اس(۱۹۷۱–۱۹۷۲)، در نقش بازرسی که تبهکاران را تعقیب می‌کند.
- هاری اُ(۱۹۷۴–۱۹۷۶)، به عنوان دان دیاگو- کارآگاه

آخرین قسمت سریال تلویزیونی فراری امتیاز کسب بالاترین (رکورد) را درجلب بیشترین تماشاچی در زمان نمایش بدست آورد. ۷۲ درصد از خانوادهای آمریکایی که گیرنده تلویزیونی داشتند، به تماشای این قسمت نشستند (اوت ۱۹۶۷).
دیوید جانسن علاوه بر تلویزیون بازیگر سینما نیز بود. برخی از فیلم‌های او عبارت اند از: بسوی دوزخ و بازگشت، زندگینامه ادی مرفی، سربازی که تاریخ نظامی آمریکا او را شایسته دریافت بالاترین نشان لیاقت می‌داند. کلاه سبز، فیلمی ساخته جان وین در ارتباط با جنگ ویتنام. رهاشده در فضا، در این فیلم دیوید جانسن در مقابل گریگوری پک نقش فضانوردی را بعهده دارد که برای نجات سه نفر رها شده در فضا فرستاده می‌شود؛ و کفشهای ماهیگیر، در نقش یک روزنامه‌نگار تلویزیونی که گزارش انتخاب پاپ جدید(آنتونی کویین) را فراهم می‌کند. او همچنین در فیلم تیر خلاص ۱۹۶۸ یک بازرس پلیس لس آنجلسی است که می‌کوشد خود را از حادثه قتل یک دکتر که ظاهراً بیگناه بوده، تبرئه کند. جانسن در ۱۹۷۷ در یک فیلم تلویزیونی به همراهی آنجی دیکینسون در نقش یک الکلی هوسباز و احساساتی است و در ۱۹۷۸ برای کمپانی (تی.وی. مووی. ناو ور تو ران) با همراهی استفانی پاورز و لیندا ایوانس نقش مهندسی را بازی می‌کند که یک دستگاه باخت ناپذیر برای نوعی بازی قمار باکارت ساخته است. جانسن در زمان مرگ بتازگی بازی در فیلم تلویزیونی پدردامینی شرع کریده بود. داستان کششی که خود را وقف مستعمره لپر واقع در جزیره مولوکایی،هاوایی کرده بود. بعد از مرگ جانسن ادامه نقشش به کن هوارد بازیگر سریال سایه سفید محصول سریال‌های (سی.بی. اس) واگذار شد.

## زندگی خصوصی
دیوید جانسن دو بار ازدواج کرد: بار اول با إلیی گرهام ۲۳ اوت ۱۹۵۸ در لاس واگاس ، نوادا و در۲۵ اوت ۱۹۷۰ از یکدیگر جدا شدند. 

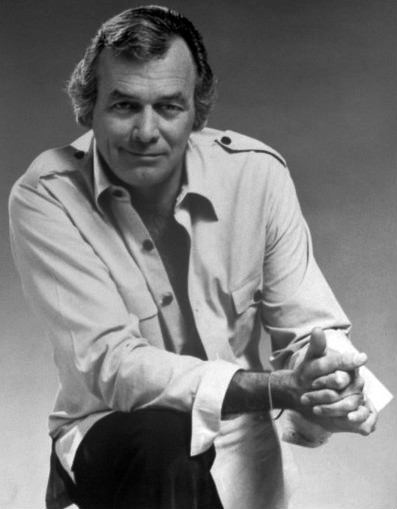
در ۱۹۷۴

واز ۴ اکتبر ۱۹۷۵ تا زمان مرگ با دانیکرین کراکو، (مدل که گاه گاهی ستاره سینما نیز بود).

## مرگ
جانسن در صبح ۱۳ فوریه ،۱۹۸۰ در خانه‌اش واقع در مالیبو، کالیفرنیا بعلت سکته قلبی درگذشت. مرگ او دو روز پس از شروع ساخت فیلم پدر دامیین بوقوع پیوست.

دو روز قبل از مرگ به همسرش، دانی، گفته بود که خواب نا خوش آیندی دیده است. در خواب مشاهده کرده، در تابوتی در در نتیجه سکته قلبی حمل می‌شود.
دیوید جانسن اکنون در گورستان، هیل ساید مموریل پارک، در، کالور سیت، کالیفرنیا آرمیده است

## فیلم‌شناسی
برخی از فیلم‌هایش عبارتند از:
1. فیلم‌هایی که در آن‌ها نقش جزئی داشت.

- این یک سعادت است (۱۹۴۵)
- فرانسیس بسوی غرب می‌رود (۱۹۵۲)
- فرانسیس در نیروی دریایی (۱۹۵۵)
- جنگل چهار گوش (۱۹۵۵)
- اسب اصیل دیوانه (۱۹۵۵)
- هرگز خداحافظی نکن (۱۹۵۶)
- حلقه آتش (۱۹۶۱)
- داندی (۱۹۶۱)
- تیر اخطار (۱۹۶۷)
- کلاه‌های سبز (۱۹۶۸)
- کفشهای ماهیگیر (۱۹۶۸)
- رها شده در فضا(۱۹۶۹)
- ماچو کالاهان (۱۹۷۰)
- یک بار کافی نیست (۱۹۷۵)
- اس‌اواس. تایتانیک (۱۹۷۹)

۲. فیلم‌های تلویزیونی
- بل سامرز (۱۹۶۲)
- تعقیب شبانه (۱۹۷۰)
- اُ هارا یو. اس ترجری (۱۹۷۱)
- طولانیترین شب (۱۹۷۲)
- مرغ شکاری (۱۹۷۳)
- هیجاک (۱۹۷۳)
- به پلیس زنگ نزن (۱۹۷۴)
- شهری در وحشت (۱۹۸۰)
- پدر دامیین ۱۹۸۰ (این فیلم به علت مرگ جانسن ناتمام ماند و ادامه بازی او به، کن هوارد، محول شد)

۳. سریال‌های تلویزیونی
- بوستن بلاکی (در۱ قسمت ۱۹۵۱)
- کلانتر شیکاگو (در۱ قسمت ۱۹۵۶)
- میلیونر (در۲ قسمت ۱۹۵۷–۱۹۵۸)
- ریچارد دیاموند، کارآگاه خصوصی (در ۷۷ قسمت ۱۹۷۷–۱۹۶۰)
- ماجرا در بهشت (در۱ قسمت ۱۹۶۱)
- بدنبال خورشید (در۲ قسمت ۱۹۶۲)
- چکمیت (در۱ قسمت ۱۹۶۲)
- یازدهمین ساعت (در۱ قسمت ۱۹۶۲)
- شهر عریان (در۲ قسمت ۱۹۶۳)
- فراری (در۱۲۰ قسمت ۱۹۶۳–۱۹۶۷)
- هاری اُ (۱۹۷۴–۱۹۷۶) (درایران با نام تعقیب و گریز از شبکه ۱ پخش می‌شد)
- ماجراهای پلیس (در ۱ قسمت ۱۹۷۷)
- یاد بود صد ساله (در ۱ قسمت ۱۹۷۹)
- شرح حال (۱۹۷۹)